# هاريسون أفول
هاريسون أفول (بالإنجليزية: Harrison Afful)‏، من مواليد 24 يونيو 1986 في كوماسي في غانا، لاعب كرة قدم غاني.
بدأ مسيرته الكروية مع نادي أسانتي كوتوكو في عام 2005، وهو يلعب مع الترجي الرياضي التونسي حتى 2015.
و هو يلعب مع منتخب غانا لكرة القدم منذ عام 2008. اللاعب الغاني مشرح للانتقال إلى نادي الشارقة الإماراتي للعلب ضمن الفريق في المسوم الرياضي 2012/2013.

## روابط خارجية
- هاريسون أفول على موقع الاتحاد الدولي (مؤرشف)  (الإنجليزية)
- هاريسون أفول على موقع الدوري الأمريكي (الإنجليزية)
- هاريسون أفول على موقع قاعدة بيانات كرة القدم.إي يو (الإنجليزية)
- هاريسون أفول على موقع ناشيونال فوتبول تيمز (الإنجليزية)
- هاريسون أفول على موقع Soccerbase.com (لاعب) (الإنجليزية)
- هاريسون أفول على موقع Soccerway.com (الإنجليزية)
- هاريسون أفول على موقع عالم كرة القدم.نت (الإنجليزية)
- هاريسون أفول على موقع كووورة
- هاريسون أفول على موقع AS.com (الإسبانية)